# Arianna Sighel
Arianna Sighel (ur. 2 września 1996 w Trydencie) – włoska łyżwiarka szybka, specjalizująca się w short tracku, medalistka mistrzostw świata i mistrzostw Europy.
Siostra Pietro i córka Roberto, również łyżwiarzy szybkich.